# Buruiană

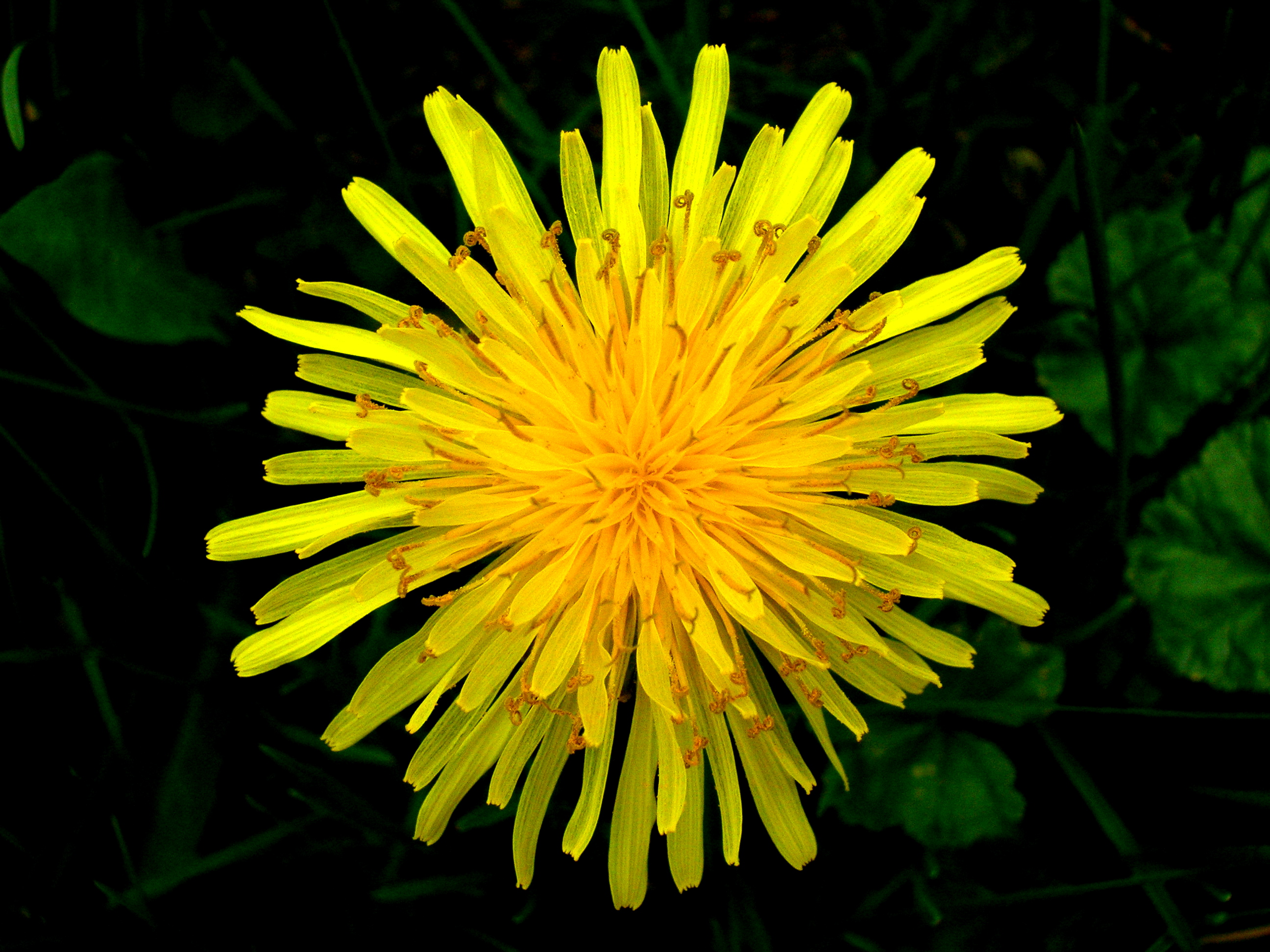
Păpădia este o plantă răspândită în Europa, Asia și America. Este un exemplu larg cunoscut de plantă considerată buruiană în anumite situații (ca de exemplu în peluze) dar care în alte situații este folosită plantă medicinală.

Buruiana este o plantă care este considerată de nedorit într-o anumită situație, de obicei în agricultură.